# وروار أسود
وروار أسود (الاسم العلمي: Merops gularis) هو نوع من الطيور يتبع جنس الوروار من فصيلة الوروارية، يعيش في إفريقيا الاستوائية.